# Bison bonasus bonasus
Bison bonasus bonasus es una subespecie de bisonte europeo (Bison bonasus), nativa de los bosques de Europa oriental. Es la única subespecie que sobrevive en estado silvestre, tras la extinción de otras variedades en el pasado  .

## Distribución y conservación
Originalmente habitaba gran parte de Europa, pero debido a la caza y la pérdida de hábitat, su población disminuyó drásticamente. Gracias a esfuerzos de conservación, ha sido reintroducido en países como Polonia, Bielorrusia y Rusia.[cita requerida]
En 1958 fue reintroducido en Rumanía desde Polonia.